# Ferrari 275 (Fórmula 1)
O  Ferrari 275  foi um modelo utilizado pela Ferrari no GP da Bélgica de 1950.Teve como piloto Alberto Ascari.